# MC Sniper
Kim Jung Yoo (hangeul: 김정유), mieux connu sous le nom de MC Sniper (hangeul: MC 스나이퍼), est un rappeur sud-coréen. Il est connu pour écrire des paroles controversées qui défient l'injustice sociale et la société,,.

## Discographie

### Albums
| Titre                 | Détails sur l'album                                           | Meilleure position         | Réf.  |
| Titre                 | Détails sur l'album                                           | COR                        | Réf.  |
| --------------------- | ------------------------------------------------------------- | -------------------------- | ----- |
| So Sniper             | - Date de sortie: 17 mai 2002 - Label: Pony Canyon Korea      | pas de données disponibles |       |
| 초행 (初行)           | - Date de sortie: 14 mai 2003 - Label: Pony Canyon Korea      | pas de données disponibles |       |
| Be In Deep Grief      | - Date de sortie: 18 mars 2004 - Label: Sniper Sound          | pas de données disponibles |       |
| How Bad Do U Want It? | - Date de sortie: 5 mars 2007 - Label: Pony Canyon Korea      | pas de données disponibles |       |
| Museum                | - Date de sortie: 17 novembre 2009 - Label: Pony Canyon Korea | pas de données disponibles |       |
| Full Time             | - Date de sortie: 13 avril 2012 - Label: Sniper Sound         | 16                         | [ 4 ] |

### EPs
| Titre    | Détails sur l'album                                | Meilleure position | Réf.  |
| Titre    | Détails sur l'album                                | COR                | Réf.  |
| -------- | -------------------------------------------------- | ------------------ | ----- |
| B-Kite 1 | - Date de sortie: 5 septembre 2014 - Label: B-Kite | 32                 | [ 5 ] |
| B-Kite 2 | - Released: 5 novembre 2015 - Label: B-Kite        | 27                 | [ 6 ] |

### Singles
| Année | Titre                                           | Meilleure position         | Réf.   |
| Année | Titre                                           | COR                        | Réf.   |
| ----- | ----------------------------------------------- | -------------------------- | ------ |
| 2007  | "For You"                                       | pas de données disponibles |        |
| 2010  | "만우절 (Mirror)" (avec Illinit)                | 56                         | [ 7 ]  |
| 2010  | "하쿠나마타타"                                  | 49                         | [ 8 ]  |
| 2011  | "Break Away" (ft. Room9)                        | 31                         | [ 9 ]  |
| 2012  | "사랑했잖아" (ft. Loco et Son Seung-yeon)       | 60                         | [ 10 ] |
| 2012  | "붉은 노을" (ft. Egobomb)                       | 65                         | [ 10 ] |
| 2012  | "Danger" (de Vampire Prosecutor 2 OST)          | 61                         | [ 11 ] |
| 2012  | "나쁜사람" (avec Jang Hye-jin) (de Faith OST)   | 26                         | [ 11 ] |
| 2012  | "탈춤" (de Arang and the Magistrate OST)        | —                          |        |
| 2012  | "Geto Christmas"                                | —                          |        |
| 2013  | "Jampop" (ft. BK)                               | —                          |        |
| 2013  | "왜"(ft. ZoneQ)                                 | 71                         | [ 12 ] |
| 2015  | "사랑비극 Part 1" (ft. 김신의 of 몽니)          | 41                         | [ 13 ] |
| 2015  | "다시, 남자" (avec 김구)                        | —                          |        |
| 2015  | "Do Or Die" (ft. 송래퍼)                        | —                          |        |
| 2015  | "Dynasty" (ft. 미루)                            | —                          |        |
| 2015  | "U.F. L (Unfinished Love)"                      | 81                         | [ 14 ] |
| 2016  | "Feel Like Yesterday" (avec 비도승우 et 송래퍼) | —                          |        |
| 2016  | "Fxxx all ya" (avec 비도승우 et 송래퍼)         | —                          |        |

## Récompenses
| Année | Cérémonie               | Catégorie                     | Travail   | Résultat   |
| ----- | ----------------------- | ----------------------------- | --------- | ---------- |
| 2002  | Mnet Asian Music Awards | Meilleure performance hip-hop | "BK Love" | Nomination |